# Tchibemba
Léon Tshibemba Ngandu-Mbes, dit Tchibemba, né en 1954 à Kipushi au Congo belge, est un dessinateur de bandes dessinées, caricaturiste, dessinateur en architecture et illustrateur. 
Il est un des premiers dessinateurs à publier un album au Zaïre, et le premier au Katanga. Il part en Grèce en 1988, y publie des bandes dessinées en grec et diverses illustrations, puis s'installe en Belgique en 2009 et illustre une bande dessinée sur les migrants.

## Biographie
Léon Tshibemba Ngandu-Mbes naît en 1954 à Kipushi au Congo belge. Il effectue des études artistiques à l'Académie des beaux-arts de Lubumbashi, puis à l'École des beaux-arts de Saint-Étienne.
D'abord dessinateur pour l'université de Lubumbashi, il illustre ensuite diverses revues congolaises.
Il est un des premiers dessinateur de bande dessinée à publier un album au Zaïre, et le premier dans la région du Katanga, Cap sur la capitale, sur des textes de Kyungu Mwana Banza, publié en 1985 et réédité ensuite,. Ce récit est publié l'année suivante en feuilleton dans la revue Ngouvou.
Il obtient en 1988 une bourse pour la Grèce où il s'installe, et y obtient un diplôme de grec moderne, à l'université Aristote de Thessalonique. Il enseigne alors les Arts dans cette université. 
Tchibemba est aussi caricaturiste pour le quotidien grec Macédoine, et publie plusieurs albums de bande dessinée. 
Il publie un premier album en français, Le Mystère de la Victoire, publié en 1990 par l'Institut français de Thessalonique. Le deuxième album qu'il publie en Grèce en français est Sur la piste du trésor, en 1995.
Il publie également trois bandes dessinées en grec. Ces trois bandes dessinées portent sur un personnage du nom de Dynamitis, le nom de l'éditeur grec ; elles paraissent en 2004 et 2005. Il effectue aussi du dessin d'architecture, dessinant des extérieurs et des intérieurs de bâtiments. Il collabore de plus à la réalisation d'affiches, de dessins animés et d'illustrations diverses.
Il s'installe en Belgique en 2009 et publie Des clandestins à la mer, les aventures de Yado sur les immigrants, avec Pie Tshibanda comme scénariste.

## Albums
- Cap sur la capitale, scénario de Kyungu Mwana Banza, dessin de Tchibemba, Lubumbashi, Centre culturel français de Lubumbashi, 1985, 44 planches ; rééd. en 1986, 1990, 2017.
- Le Mystère de la Victoire, dessin de Tchibemba, Thessalonique, Institut français de Thessalonique, 1990.
- Sur la piste du trésor, dessin de Tchibemba, 1995.
- Trois albums en grec, Dynamitis, 2004 et 2005.
- Des clandestins à la mer, les tribulations de Yado, scénario de Pie Tshibanda, dessin de Tchibemba, éd. Coccinelle, 2010, 52 planches  (ISBN 978-2-930273-55-6).